# Rugby playa en los Juegos Bolivarianos de Playa 2012
El rugby playa en los Juegos Bolivarianos de Playa de Lima 2012 estuvo compuesto de dos torneos, uno masculino y otro femenino, que se disputó en noviembre de 2012.

## Equipos participantes
- Chile (24)
- Ecuador (24)
- Guatemala (12)
- Paraguay (12)
- Perú (24)
- Venezuela (24)

## Torneo masculino

### Fase de grupos
| Pos. | Equipo    | Encuentros | Encuentros | Encuentros | Encuentros | Puntos |
| Pos. | Equipo    | jugados    | ganados    | empatados  | perdidos   | Puntos |
| ---- | --------- | ---------- | ---------- | ---------- | ---------- | ------ |
| 1    | Perú      | 5          | 5          | 0          | 0          | 15     |
| 2    | Chile     | 5          | 4          | 0          | 1          | 13     |
| 3    | Venezuela | 5          | 3          | 0          | 2          | 11     |
| 4    | Paraguay  | 5          | 1          | 0          | 4          | 7      |
| 5    | Ecuador   | 5          | 1          | 0          | 4          | 7      |
| 6    | Guatemala | 5          | 1          | 0          | 4          | 7      |

Nota: Se otorgan 3 puntos al equipo que gane un partido, 2 al que empate y 1 al que pierda
| noviembre de 2012 | Perú | 9 - 0 | Ecuador |  |  |

| noviembre de 2012 | Guatemala | 2 - 3 | Paraguay |  |  |

| noviembre de 2012 | Ecuador | 7 - 0 | Paraguay |  |  |

| noviembre de 2012 | Chile | 8 - 4 | Venezuela |  |  |

| noviembre de 2012 | Chile | 1 - 3 | Perú |  |  |

| noviembre de 2012 | Guatemala | 0 - 9 | Venezuela |  |  |

| noviembre de 2012 | Chile | 8 - 2 | Ecuador |  |  |

| noviembre de 2012 | Paraguay | 2 - 8 | Venezuela |  |  |

| noviembre de 2012 | Guatemala | 2 - 12 | Perú |  |  |

| noviembre de 2012 | Ecuador | 2 - 8 | Venezuela |  |  |

| noviembre de 2012 | Chile | 12 - 0 | Guatemala |  |  |

| noviembre de 2012 | Paraguay | 1 - 6 | Perú |  |  |

| noviembre de 2012 | Ecuador | 1 - 2 | Guatemala |  |  |

| noviembre de 2012 | Perú | 5 - 4 | Venezuela |  |  |

| noviembre de 2012 | Chile | 7 - 2 | Paraguay |  |  |

### Semifinales
| noviembre de 2012 | Paraguay | 2 - 1 | Perú |  |  |

| noviembre de 2012 | Chile | 5 - 3 | Venezuela |  |  |

### Medalla de bronce
| noviembre de 2012 | Perú | 8 - 2 | Venezuela |  |  |

### Medalla de oro
| noviembre de 2012 | Chile | 6 - 4 | Paraguay |  |  |

## Torneo femenino

### Fase de grupos
| Pos. | Equipo    | Encuentros | Encuentros | Encuentros | Encuentros | Puntos |
| Pos. | Equipo    | jugados    | ganados    | empatados  | perdidos   | Puntos |
| ---- | --------- | ---------- | ---------- | ---------- | ---------- | ------ |
| 1    | Venezuela | 3          | 3          | 0          | 0          | 9      |
| 2    | Chile     | 3          | 2          | 0          | 1          | 7      |
| 3    | Perú      | 3          | 1          | 0          | 2          | 5      |
| 4    | Ecuador   | 3          | 0          | 0          | 3          | 3      |

| noviembre de 2012 | Chile | 3 - 6 | Venezuela |  |  |

| noviembre de 2012 | Ecuador | 0 - 9 | Perú |  |  |

| noviembre de 2012 | Chile | 9 - 0 | Ecuador |  |  |

| noviembre de 2012 | Venezuela | 6 - 2 | Perú |  |  |

| noviembre de 2012 | Ecuador | 0 - 9 | Venezuela |  |  |

| noviembre de 2012 | Chile | 5 - 2 | Perú |  |  |

### Semifinales
| noviembre de 2012 | Chile | 4 - 2 | Perú |  |  |

| noviembre de 2012 | Ecuador | 0 - 14 | Venezuela |  |  |

### Medalla de bronce
| noviembre de 2012 | Ecuador | 1 - 12 | Perú |  |  |

### Medalla de oro
| noviembre de 2012 | Chile | 4 - 7 | Venezuela |  |  |

## Medallero
| Núm.  | País      | Oro | Plata | Bronce | Total |
| ----- | --------- | --- | ----- | ------ | ----- |
| 1     | Chile     | 1   | 1     | 0      | 2     |
| 2     | Venezuela | 1   | 0     | 0      | 1     |
| 3     | Paraguay  | 0   | 1     | 0      | 1     |
| 4     | Perú      | 0   | 0     | 2      | 2     |
| Total | Total     | 2   | 2     | 2      | 6     |